# رالی مونت کارلو ۲۰۲۴
رالی مونت کارلو ۲۰۲۴ (همچنین با عنوان نود و دومین رالی مونت کارلو شناخته می‌شود) یک رویداد اتومبیلرانی برای مسابقات رالی بود که طی چهار روز از ۲۵ تا ۲۸ ژانویه ۲۰۲۴ برگزار شد. این رالی نود و دومین دوره رالی مونت کارلو بود که در موناکو برگزار می‌شد و اولین مسابقه فصل مسابقات رالی قهرمانی جهان ۲۰۲۴ بود. این رویداد در گپ، اوت آلپ، پروانس-آلپ-کوت دازور، دازور در فرانسه برگزار شد که شامل هفده استیج ویژه (مرحله) به مجموع مسافت رقابتی ۳۲۴٫۴۴ کیلومتر بود.
سباستین اوژیه و وینسنت لندی برندگان سال قبل این رالی یا به اصطلاح مدافع قهرمانی بودند همچنین تیم رالی جهانی تویوتا گازو ریسینگ برنده سازنده سال قبل این رالی بود. یوهان راسل و آرنو داناند نیز برندگان سال قبل این رالی در کلاس رالی۲ بودند.